# Détective Conan : Le Magicien du ciel argenté
Détective Conan : Le Magicien du ciel argenté (名探偵コナン 銀翼の奇術師, Meitantei Konan: Ginyoku no Majishan) est un film d'animation japonais réalisé par Yasuichiro Yamamoto, sorti en 2004.
Il s'agit du huitième film tiré du manga Détective Conan.

## Synopsis
Julie, une actrice de théâtre, reçoit une lettre de Kaito Kid qui menace de voler un joyau lui appartenant. Cette dernière décide de se faire aider par Kogoro Mouri. Selon lui, le vol aura lieu lors de la représentation de la pièce « Joséphine », dont Julie est la vedette. Conan, Ran, les détective Boys, Haibara et même Sonoko sont de la partie. Le Kid sera cette fois particulièrement facile à reconnaître - pour Conan, Agasa et Haibara en tout cas - car il se déguisera en Shinichi. Alors que la pièce est bien entamée, le Kid essaye de s'échapper mais Conan le poursuit et livre un combat contre lui en haut du théâtre. Le combat se terminera sur le toit d'un métro après que le Kid se soit encore évadé.
Le lendemain, Conan et les autres prennent l'avion accompagnés de Julie et de toute sa troupe. Le Kid n'ayant pas volé le bijou, Conan va la surveiller de très près. La sérénité du vol est alors interrompue par le décès soudain de Julie, empoisonnée au cyanure. Conan va vite résoudre ce meurtre : après avoir montré que le poison n'était pas dans les chocolats, Conan comprendra qu'il était dans son maquillage, qu'elle a absorbée en se léchant les doigts après avoir mangé la friandise ; la coupable est sa maquilleuse, dont la carrière fut sabordée par Julie.
Julie n'est pas la seule atteinte, en effet, les pilotes, ayant embrassé sa main sont également empoisonnés. L'un des acteurs décide de prendre les commandes et choisit Conan comme copilote. Celui-ci comprend que c'est en réalité Kaito Kid déguisé. Ensemble, ils parviennent à poser l'avion en urgence sur un des quais du port de Tokyo.

## Fiche technique
- Titre original : Meitantei Conan: Ginyoku no Majishan (名探偵コナン 銀翼の奇術師?)
- Titre français : Détective Conan : Le Magicien du ciel argenté
- Société de production : Tokyo Movie Shinsha
- Durée : 110 minutes
- Dates de sortie : 17 avril 2004 en salles japonaises